# Psalmopoeus cambridgei
Psalmopoeus cambridgei là một loài nhện trong họ Theraphosidae.
Loài này thuộc chi Psalmopoeus. Psalmopoeus cambridgei được Mary Agard Pocock miêu tả năm 1895.

## Hình ảnh

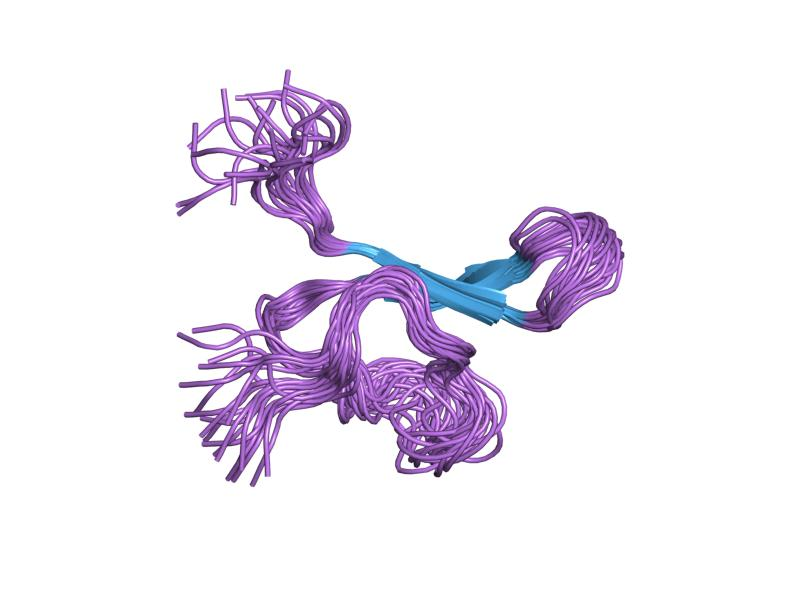
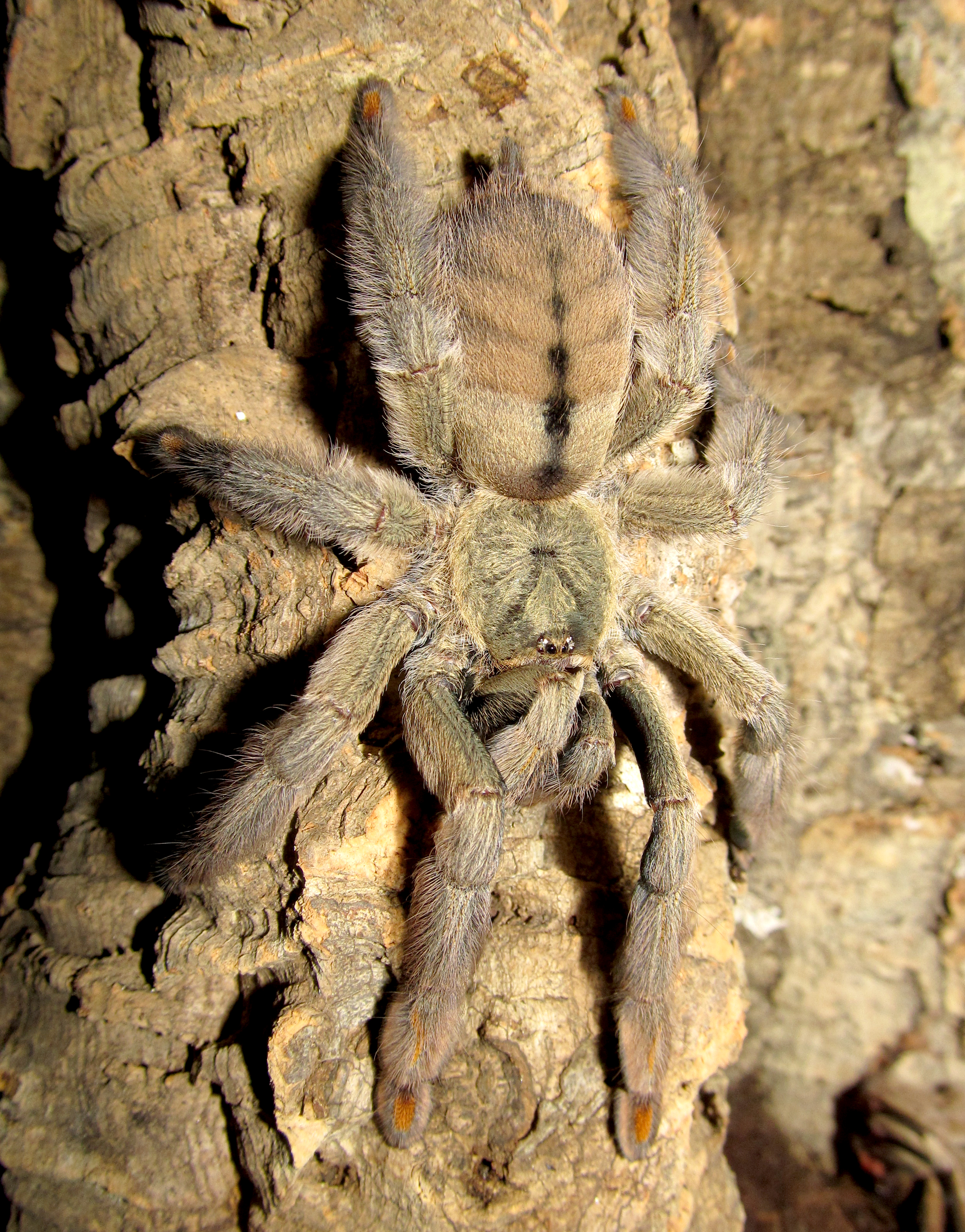
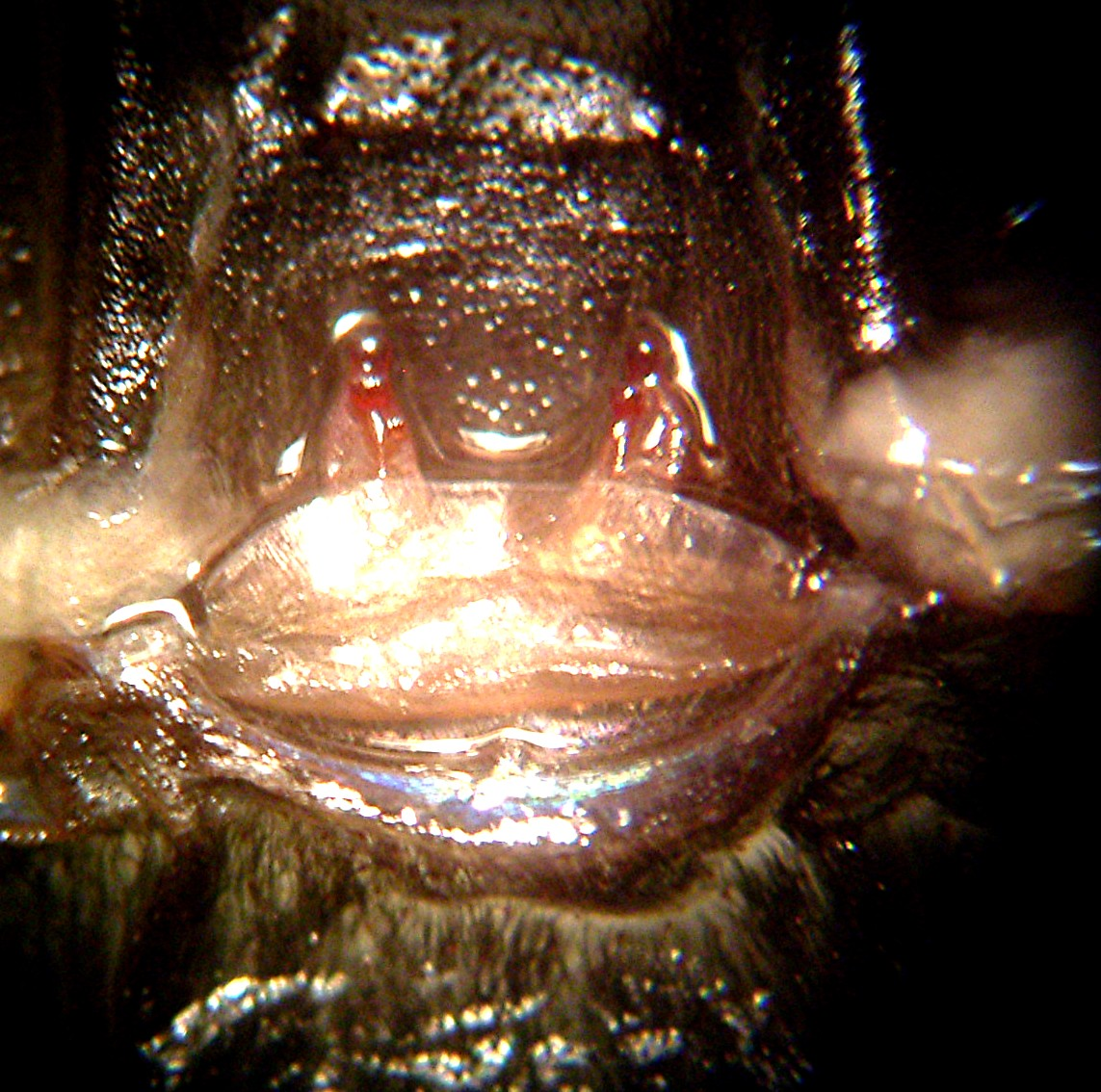
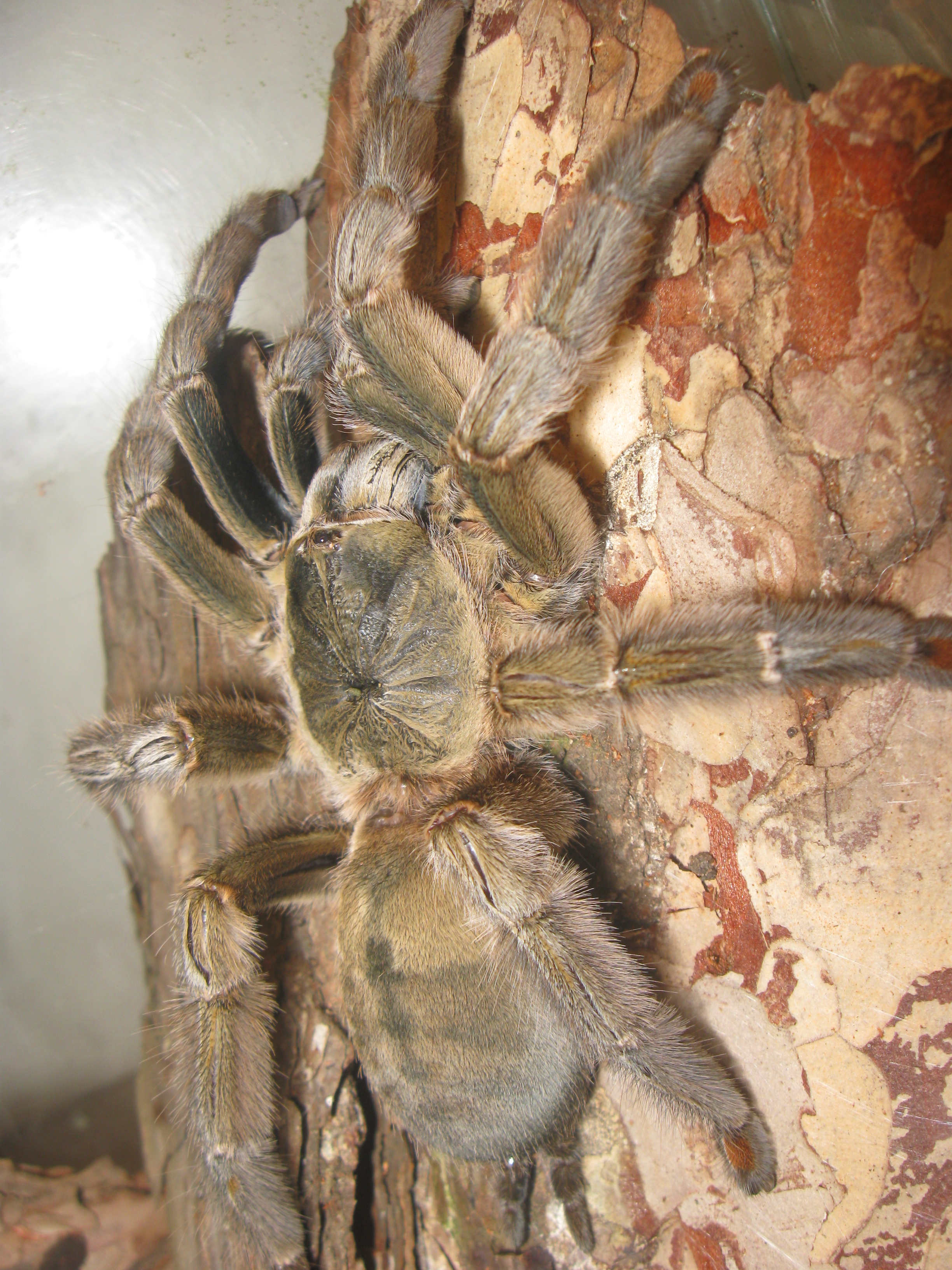